# Duas Vidas, Dois Amores
Duas Vidas, Dois Amores é um álbum de estúdio da dupla sertaneja brasileira Edson & Hudson, lançado em 2006 pela EMI. O CD contém 14 músicas, entre elas os sucessos "Eu Não Sei Dizer Que Eu Não Te Amo" (que trouxe a participação do cantor americano Kenny Rogers), "Ela Encasquetou", "Hei Você Aí" e "Foi Deus". A produção ficou por conta do experiente Luiz Carlos Maluly, que soube fazer o álbum soar moderno, mas também mais "raiz" quando necessário. O álbum recebeu disco de ouro pelas 100.000 cópias vendidas. A faixa "Eu Não Sei Dizer Que Eu Não Te Amo" fez parte da trilha sonora da novela Luz do Sol.

## Faixas
| N.º | Título                                                                                   | Compositor(es)                                              | Duração |  |
| 1.  | "Eu Não Sei Dizer Que Eu Não Te Amo (I Can't Unlove You)" (participação de Kenny Rogers) | Wade Kirby / Will Robinson - versão: Cláudio Rabello        | 3:23    |  |
| 2.  | "Hoje Eu Posso Chorar"                                                                   | Flavinho / Henrique Marx                                    | 2:51    |  |
| 3.  | "Assovia"                                                                                | Edson / Bruno / João Victor                                 | 3:08    |  |
| 4.  | "Duas Vidas, Dois Amores"                                                                | Edson / Bruno                                               | 3:15    |  |
| 5.  | "Hei Você Aí"                                                                            | Edson / Beijinho                                            | 3:15    |  |
| 6.  | "Ela Encasquetou"                                                                        | Edson / Felipe / Vinicius / Airo                            | 3:08    |  |
| 7.  | "Para Sempre (Para Siempre)"                                                             | Carlos Lara - versão: Cláudio Rabello                       | 3:19    |  |
| 8.  | "Eu Nunca Amei Uma Mulher Assim"                                                         | Hudson / Vinicius X                                         | 3:18    |  |
| 9.  | "Que Amor é Esse?"                                                                       | Edson / Flavinho / Henrique Marx                            | 3:26    |  |
| 10. | "Nem Ilusão"                                                                             | Hudson / Vinicius Schinneider                               | 3:12    |  |
| 11. | "Foi Deus"                                                                               | Edson / Bruno / Felipe                                      | 2:13    |  |
| 12. | "A Gente Vai"                                                                            | Edson / Flavinho / Henrique Marx                            | 3:25    |  |
| 13. | "Perdoa-Me (Te Echo de Menos)"                                                           | Carlos Ponce / Freddy / Piñero Jr. - versão: Edson / Hudson | 3:10    |  |
| 14. | "Esqueça Que Eu Te Amo" (Versão estúdio)                                                 | Edson / Flavinho                                            | 3:44    |  |

## Certificações
| Brasil (ABPD)                             | Ouro | 2006 | 100.000* |
| *número de vendas baseado na certificação |      |      |          |